# Wiesław Prusek
Wiesław Szczepan Prusek (ur. 2 stycznia 1935 w Przemyślu, zm. 22 lutego 2009 we Wrocławiu) – polski lekarz pediatra, profesor, nauczyciel akademicki. 

## Życiorys
W latach 1952–1957 studiował na Wydziale Lekarskim Akademii Medycznej we Wrocławiu. Stopień doktora nauk medycznych uzyskał w 1967 roku, habilitował się w 1976 roku, a w 1989 roku uzyskał tytuł profesora nadzwyczajnego.
Od 1970 roku kierował Oddziałem Dziecięcym Szpitala Wojewódzkiego im. J. Babińskiego we Wrocławiu. W latach 1999–2000 był dziekanem Wydziału Pielęgniarskiego i Zdrowia Publicznego Akademii Medycznej we Wrocławiu, a następnie do 2004 roku pełnił funkcję dziekana Wydziału Zdrowia Publicznego Akademii Medycznej we Wrocławiu.

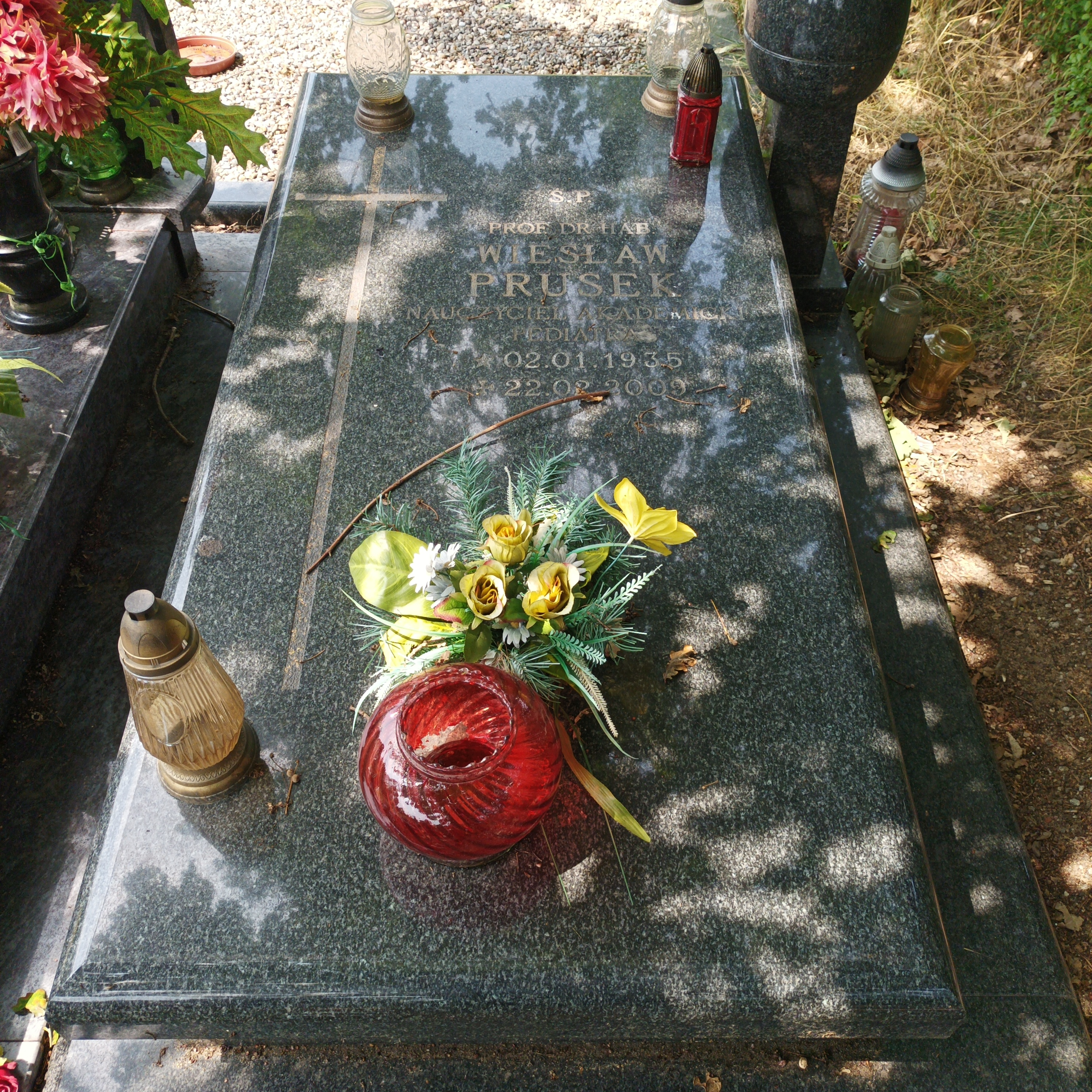
grób prof. Wiesława Pruska na cmentarzu św. Rodziny

Promotor 23 doktorów, opiekun specjalizacji z pediatrii 194 lekarzy. Autor lub współautor 193 prac.
Został pochowany na cmentarzu św. Rodziny przy ul. Smętnej we Wrocławiu.